# Léon Degrelle
Léon Joseph Marie Ignace Degrelle (Bouillon, Bèlgica, 15 de juny de 1906 – Màlaga, 31 de març de 1994) fou un polític i militar belga. Fundador del moviment polític Christus Rex (rexisme) en la dècada de 1930, d'inspiració catòlica i conservadora, va radicalitzar la seva posició aproximant-se al feixisme.
Combaté amb les forces de l'Eix en la Segona Guerra Mundial en la Legió Valònia, una unitat belga adscrita a les Waffen SS. Trobant-se a Noruega quan l'Alemanya nazi es rendí, aconseguí escapar a Espanya, on el règim franquista el protegiria durant dècades de la sentència de mort per col·laboracionisme i crims de guerra pronunciada en la seva contra. L'oportuna concessió de la nacionalitat espanyola el deslliurà de ser extradit en entrar la democràcia. Dedicà els darrers anys a escriure propaganda feixista i a organitzar el moviment neonazi.

## Joventut
Degrelle va néixer el 1906 en una família catòlica burgesa d'origen francès; el pare era fabricant de cervesa i havia emigrat a Bèlgica pocs anys abans. Fou educat en el catolicisme i cursà els primers estudis en un col·legi de la Companyia de Jesús. Els jesuïtes tindrien una notable influència en Degrelle, qui els definí com a "els millors educadors del món". Es doctorà en Dret per la Universitat Catòlica de Lovaina, on fou influït pel pensador francès Charles Maurras, i exercí breument com a advocat en aquesta ciutat.
A inicis dels anys 1930 s'afilià a Acció Catòlica i començà a treballar per a una petita editorial catòlica anomenada Christus Rex (en llatí "Crist és Rei"), que publicava un diari homònim. Viatjà a Mèxic com a corresponsal per a cobrir la Guerra Cristera que s'hi lliurava entre la Liga Nacional para la Defensa de la Libertad Religiosa i el govern mexicà, el qual, d'acord amb la Constitució de 1917, havia imposat restriccions a la ingerència del clergat en la política i la vida pública. El crit de guerra dels cristers ("¡Viva Cristo Rey y Santa María de Guadalupe!") impressionà profundament a Degrelle, qui al seu retorn l'any 1934 fundaria Les Editions de Rex i començaria a mobilitzar-se en el Partit Catòlic belga per a promoure un curs d'acció més militant. El 29 de març de 1932 es casà amb Marie-Paule Lemay, amb qui tingué cinc fills, quatre noies i un noi (que morí en un accident de moto quan era jove).

## Vida política
El fracàs de les seves accions dins del PCB i el rebuig amb què es va rebre la seva postura en una reunió de la cúpula política del partit a Kortrijk el 1935 el portaren a separar-se'n.
L'any següent, tot denunciant el que considerava "corrupció" dels partits existents — incloent al Partit Demòcrata Cristià de Bèlgica, amb el suport de la jerarquia eclesiàstica — fundà el Partit Reixista. El programa era molt populista, i incloïa denunciar la ingerència de les grans empreses i la banca en l'economia i la política belga. De l'estructura dels partits comunistes i socialistes Degrelle prendria l'exemple de les "cases del poble" com a mitjà per a mobilitzar les masses; dels marxistes prendria també un ideari d'igualtat social, amb el mateix èmfasi vertical que la Itàlia feixista — que admirava profundament — de Mussolini havia aplicat a l'organització corporativa de la societat.
El partit va comptar amb un suport inesperat a la regió valona, i ràpidament una filial flamenca, el Vlaamsch National Verbond sota la direcció de Paul de Mont, se'ls sumà. Tot i que la seva plataforma incloïa l'abolició del sistema democràtic i l'establiment d'una organització corporativa del govern, el 24 de maig de 1936 participà per primera vegada en les eleccions, en les quals obtingué 21 diputats i 12 senadors (11,49% dels vots). La secció flamenca també obtindria representació.
El 1937 millorà resultats, obtenint un 19% dels sufragis, però el suport decaigué en els anys següents, i en les eleccions legislatives de l'abril de 1939 només obtingué el 4,43% dels vots, ço és, 4 diputats i 4 senadors.
Degrelle, format en periodisme i de ploma entrenada en la revista estudiantil XX Siècle, escrivia els seus propis discursos polítics. D'aquesta època data la seva estreta amistat amb el famós dibuixant George Remi (Hergé), el còmic del qual, Tintín, il·lustrava les seves publicacions. Degrelle diria més tard que Hergé s'havia inspirat en ell per a crear a Tintín. El dibuixant sempre afirmà que el seu model havia estat el seu germà, Paul Remi, llavors oficial en l'exèrcit belga.
Les preocupacions del rexisme estaven lluny de ser homogènies en aquest moment; més compromès amb la posició feixista que amb el nacionalisme o l'ultramuntanisme, les altres dues corrents en el partit, Degrelle es reuní l'agost del 1936 amb Mussolini, i el mes següent amb Adolf Hitler, dels quals va obtenir finançament per al partit. Alhora, incorporà a la seva plataforma principis antisemites, similars als promoguts pels nazis. Coincidia amb altres líders de la ultradreta, com Corneliu Codreanu, líder de la Guàrdia de Ferro Romanesa, i José Antonio Primo de Rivera, fundador de la Falange Española.

## Segona Guerra Mundial
En esclatar la Segona Guerra Mundial el 1939, el partit de Degrelle feu costat al rei Leopold III en la seva posició de neutralitat; el 10 de maig de 1940, Alemanya envaí Bèlgica. La resistència dividí al Partit Reixista, però el 28 de maig Bèlgica es rendí i s'establí un nou govern. Degrelle fou detingut pel govern col·laboracionista i deportat a França. On hi restaria un breu període, puix a la capitulació de França fou alliberat del camp de concentració de Vernet el 22 de juliol i tornà a Bèlgica per a promoure la reconstrucció del moviment. La seva posició de col·laboració amb el règim invasor no tingué l'aprovació universal de tots els reixistes; alguns, com Theo Simon i Lucien Mayer, organitzaren un moviment clandestí de resistència. El 25 d'agost Degrelle començaria a publicar en el periòdic col·laboracionista Le Pays Réel
L'1 de gener de 1941 Degrelle declarà públicament la unitat del moviment reixista amb el nacionalsocialisme i el feixisme. Quatre dies més tard, confessà la seva admiració per Hitler, a qui qualificà com a "l'home més gran de la nostra època". El 21 de juny de 1941 establiria una aliança amb els nacionalistes flamencs, un dia abans de la invasió alemanya a la Unió Soviètica. La unificació de la dreta europea en un front comú contra la Unió Soviètica donaria l'oportunitat per a estrènyer els llaços de col·laboració. Després de demanar autorització especial de Hitler per a fer-ho, Degrelle fundà aquell mateix mes la Legió Valònia (Legion Wallonie), un contingent de voluntaris belgues que combatria junt amb l'exèrcit del Reich.
La Legió, d'un miler de persones, combatí inicialment amb uniforme i armes belgues en el front oriental com a part de l'Operació Barba-roja. Després de patir greus pèrdues, i en el procés de reorganització de les forces destinades a l'atac de l'URSS, rebé reforços el 1943 en integrar-se a la Legió tots els voluntaris de nacionalitat no germana, de manera que esdevingué una brigada d'assalt adscrita a les Waffen-SS. Degrelle havia estat nomenat caporal dies després de la seva subscripció, i tinent per mèrits en combat després de rebre el maig de 1942 una creu de ferro. En convertir-se la Legió Valona en brigada, fou ascendit a major (Obersturmführer) al comandament d'aquesta. La Legió participà intensament en els combats; Degrelle fou condecorat per aquest motiu amb un Nahkampfspange, una distinció entregada als participants actius en el front. A la fi, mitjançant un acord amb Himmler, la Legió seria transformada en la 28º Divisió d'infanteria de les Waffen-SS, tot i que les seves dimensiones i equipament varen seguir responent a les característiques d'una brigada.

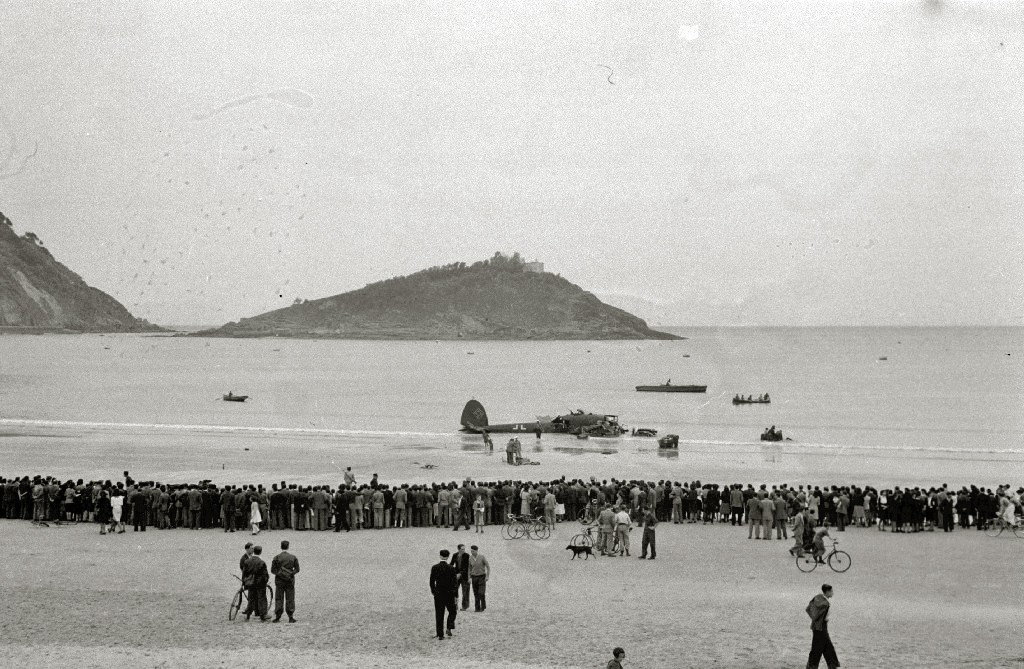
Aterratge a la Platja de la Concha de Sant Sebastià del bombarder Heinkel 111 que transportava a Degrelle des de Noruega el maig de 1945.

El febrer de 1944 Degrelle rebé la Creu de Cavaller de la Creu de Ferro, i l'agost del mateix any la Creu de Cavaller amb fulles de Roure, una distinció concedida només a 883 militares en tota la guerra. L'octubre seria condecorat amb la Creu Alemanya d'Or.
El 1945 la Legió Valònia lluità contra els aliats en la batalla de les Ardenes. El 2 de maig, quan la derrota alemanya era ja evident, Himmler nomenà Degrelle general de les SS, tot i que el nomenament mai tingué efecte, car Himmler havia estat destituït de responsabilitats partidàries i militars l'abril. Degrelle havia ja abandonat el camp de batalla per a viatjar a Copenhaguen, allunyant-se de la línia d'avanç dels aliats; tres dies després es trobava a Oslo, però poc després les forces alemanyes a Noruega capitularen. Degrelle va escapar a Espanya en un avió Heinkel, donat per Albert Speer; després de travessar les línies enemigues se’ls acabà el combustible caient a la mar en la badia de Sant Sebastià. Rescatat de les aigües, el règim franquista li garantí asil polític.

## Asil a Espanya
L'entrega de Degrelle junt amb la de Pierre Laval —el cap de la Milice francesa i principal col·laborador de la Gestapo del govern de Vichy, també refugiat a Espanya—, fou exigida pels Aliats al govern espanyol. Franco entregà Laval, però la delicada condició de Degrelle, greument ferit en l'aterratge forçós, li permeté excusar-se temporalment de lliurar-lo. Durant l'any d'hospitalització, Degrelle començà a escriure el llibre "Campanya a Rússia".
Degrelle fou jutjat in absentia, com altres belgues col·laboracionistes com Pablo Simons De Aerschot, i el 29 de desembre de 1945 li fou retirada la nacionalitat belga, essent condemnat a mort per col·laboració amb els nazis. El 21 d'agost de 1946 Franco fingí cedir a la pressió internacional i entregar a Degrelle, però va permetre que fugís. José Finat y Escrivá de Romaní li facilità diners, documents falsos i suport a Degrelle perquè s'ocultés. Bèlgica reclamaria infructuosament l'extradició de Degrelle durant 15 anys.
L'any 1954, per a dissimular la seva identitat, rebé la nacionalitat espanyola, adoptant el nom de José León Ramírez Reina. Amb l'ajut de la Falange Espanyola, dirigí una empresa constructora, que efectuà moltes obres per al govern franquista.
La protecció del règim li va permetre escriure moltes obres de divulgació de l'ideari reixista i feixista. A inicis dels ‘70, fou un dels principals promotors de CEDADE; Ediciones Nothung, la impremta de l'organització a Barcelona, publicà alguns dels seus llibres, entre ells Mil años de Hitler i Nuestra Europa. Altres títols, incloent Almas apasionadas, Memorias de un fascista i Carta abierta al Papa sobre Auschwitz foren publicats per Editorial Fuerza Nueva i Ediciones D. El 1985, declaracions de Degrelle publicades a la revista Tiempo i a la televisió negant l'existència de l'Holocaust foren objecte d'una demanda judicial per part d'una supervivent romanesa, Violeta Friedman. Tot i que les instàncies inicials fallaren a favor de Degrelle, el Tribunal Suprem arribà a la conclusió que, tot i que el dret a la llibertar d'expressió cobreix també la publicació de falsedats o distorsions dels fets històrics, aquesta constitueix un greuge a la dignitat dels afectats, i condemnà Degrelle a una forta multa. Carta abierta al Papa sobre Auschwitz, publicada el 1979, fou objecte de la mateixa mesura.
Malgrat el suport de CEDADE i altres grups, la sentència es feu efectiva; Degrelle, tanmateix, continuà apareixent en les trobades de la ultradreta, i fou el convidat d'honor en la concentració organitzada per a commemorar el centenari de Hitler.
El 31 de març de 1994, Degrelle morí al Sanatori Parque San Antonio de Málaga, a l'edat de 87 anys, 50 d'ells com a fugitiu de la justícia.
Degrelle visqué els últims anys de la seva vida com un jubilat més a Torremolinos, localitat malaguenya destacada per la seva elevada població estrangera.

## Obres de Léon Degrelle
- Almas ardiendo (O "Almas en la hoguera")
- La campaña de Rusia
- Memorias de un fascista
- Hitler, nacido en Versailles
- Tintin, mon copain
- Carta abierta al Papa sobre Auschwitz
- Mi camino de Santiago
- El enigma de Hitler
- ¡Europa vivirá!
- Majestad, usted y yo
- Leon Degrelle, firma y rúbrica
- Historia de las Waffen-SS europeas
- Hitler. La marcha hacia el Reich (1918-1933)